# フラッシュダンス
『フラッシュダンス』（Flashdance）は、1983年のアメリカ合衆国の青春映画。監督はエイドリアン・ライン、出演はジェニファー・ビールスとマイケル・ヌーリーなど。プロデューサーであるドン・シンプソンとジェリー・ブラッカイマーの初のコラボレート作品であり、ミュージック・ビデオ・スタイルの表現方法はシンプソンとブラッカイマーのヒット作『トップガン』（1986年）など他の映画に影響を与えた。
本作は評論家からの評価は低かったものの観客からは支持され、1983年のアメリカ国内で第3位となって莫大な興行成績を残した、世界中で1億ドル以上の興行成績となった。サウンドトラックもヒットし、マイケル・センベロの『マニアック』や映画のために作曲されアカデミー賞を受賞したアイリーン・キャラの『フラッシュダンス…ホワット・ア・フィーリング』など産業ポップのヒット曲を生み出した。

## 作品概要
主演はオーディションで選ばれ、本格的な映画初出演（以前に「マイ・ボディガード」での端役映画出演はある）が主演デビューという幸運に恵まれたジェニファー・ビールス。撮影当時、イェール大学に入学したばかりの優秀な大学生だった彼女の魅力が話題を呼び、低予算の映画ながら世界的に商業的成功を達成した。
アイリーン・キャラが歌う映画主題歌『フラッシュダンス…ホワット・ア・フィーリング』は、アカデミー賞で歌曲賞を受賞し、世界的な大ヒットを記録した。日本では麻倉未稀が同タイトルをTVドラマ「スチュワーデス物語」の主題歌として日本語でカヴァーし、同じくヒットした。
また、ジョルジオ・モロダーがプロデュースし、多数のアーティストが参加したサウンドトラックもビルボードのアルバムチャートで1位を獲得、日本のオリコンLPチャートでは10週連続1位を記録し、こちらも大ヒットとなった。
製作のドン・シンプソンとジェリー・ブラッカイマーはこれ以後、『ビバリーヒルズ・コップ』や『トップガン』などのヒットを次々に放ち、1980年代を代表するプロデューサーとなる。
1985年10月12日 フジテレビ「ゴールデン洋画劇場」でTV初放送された際には、当時としては異例のオリジナル英語音声（ステレオ放送）、日本語字幕で放送。賛否両論を巻き起こした。音楽重視の作品であるためステレオ放送に踏み切ったという。その約1年後、1986年12月19日 日本テレビ「金曜ロードショー」で再放映された際に吹き替え版が製作され、放映された。
2022年4月15日、4Kデジタルリマスター版がリバイバル上映された。

## ストーリー
舞台はピッツバーグ。プロのダンサーになるという夢を抱きながら、昼は製鉄所で溶接工、夜はキャバレーとなる近所のバー、マウビーズでセクシーなダンサーをしながらダンスの練習に励む18歳の女性、“アレックス”アレキサンドラ・オウエンズ（ジェニファー・ビールス）。倉庫を改装した家で犬のグラントと共に生活をしている。
アレックスは身寄りがなかったが、マウビーズの同僚ウェイトレスでプロ・スケーターを夢見るジェニー、ジェニーの恋人でコメディアン志望の即席料理人リッチーと親しくしていた。
ある夜、客の中に彼女が昼間働く製鉄所の二枚目社長ニック・ハーレイ（マイケル・ヌーリー）を見つける。彼はアレックスが従業員の1人であることに気付き、ニックは仕事中に彼女に言い寄るが、彼女は彼のくどき文句を最初ははねつける。また近所のストリップ・クラブのザンジバーのジョニー・C（リー・ヴィング）は彼女をスカウトしようとしていた。
良き相談相手である、リタイアしたバレリーナでダンスの師であるハンナ・ロング（リリア・スカラ）に会った後、アレックスはピッツバーグのダンサー養成所のオーディションを受けようと応募の願書用紙をもらいに行くが、用紙にダンス経験や教育の有無を記入する欄があり、他の応募者達はバレエ等ダンスの正規の教育を受けた者ばかりで、独学でダンスの練習を続けてきたアレックスは自信を喪失し、そのまま帰ってきてしまう。
ある日リッチーとアレックスがマウビーズを出ると、ジョニー・Cとボディ・ガードのセシルに絡まれる。ニックが仲裁に入り、アレックスを助けたことで2人の関係が始まる。
ジェニーはスケートの競技会に出場するが2回転倒し敗北する。リッチーはコメディアンになるためピッツバーグを離れロサンゼルスに向かい、彼女は夢に挫折しジョニー・Cと付き合うようになりザンジバーでトップレスのダンサーになってしまう。
ニックが見知らぬ女性とバレエに来ているのを見かけたアレックスは、腹いせに彼の家の高価な窓ガラスを割る。しかしその女性は彼の元妻で上流出身のケティ（ベリンダ・バウアー）で慈善行事に同行していただけであった。アレックスとニックは仲直りをし、ダンサー養成所のオーディションに再び挑戦する勇気を取り戻す。ニックはコネを使い、アレックスの願書が書類審査にとおり、ダンスの実技オーディションを受けられるように仕向ける。アレックスは自身の実力のみを試したかったためニックに激怒し、ダンスオーディションを受けることをやめた。友人が夢に挫折し、ハンナの突然の死を目の当たりにし自身の未来に失望しかけるが、もう一度オーディションを受けようと決意。
ダンスオーディションで最初はよろめくが最初からやり直し、ピッツバーグのストリートで見たブレークダンスを取り入れ学び練習してきた様々な表現の伝統にとらわれない独創的なダンスで挑む。初めは全く興味を示さない審査員であったが、予想もしないダンスに圧倒され見事合格を勝ち取る。会場から喜んで出てきたアレックスを待っていたのは、犬のグラントとバラの花束を抱えたニックだった。二人は抱き合い、喜びを分かち合うのだった。

## 登場人物
アレックス・オーウェンズ
演 - ジェニファー・ビールス
昼は溶接工、夜はバーでダンサーとして働いている18歳の少女。プロダンサーになるためにダンサー養成学校への入学を目指している。
ニック・ハーレイ
演 - マイケル・ヌーリー
アレックスが溶接工として働く建築会社の社長。バーで踊るアレックスに魅了される。
ハンナ・ロング
演 - リリア・スカラ
元バレエダンサーの老女。アレックスの師匠でアレックスを応援している。
ジェニー
演 - サニー・ジョンソン
アレックスの親友で同じバーで働いている。プロのアイススケーター志望。
リッチー
演 - カイル・T・ヘフナー
アレックスの勤め先のバーのコック。ジェニーの恋人でコメディアン志望の青年。
ジョニー・C
演 - リー・ヴィング
ストリップクラブの経営者。ニックの古い友人。アレックスとジェニーを自分の店にスカウトしようとしている。
ケティ・ハーレイ
演 - ベリンダ・バウアー
ニックの元妻。
マーゴ
演 - ステイシー・ピックレン
アレックスの先輩ダンサー。
セシル
演 - マルコム・ダネア
ボディガード。

## キャスト
| 役名                     | 俳優                       | 日本語吹替 |
| ------------------------ | -------------------------- | ---------- |
| アレックス・オーウェンズ | ジェニファー・ビールス     | 戸田恵子   |
| ニック・ハーレイ         | マイケル・ヌーリー         | 小川真司   |
| ハンナ・ロング           | リリア・スカラ             | 中村紀子子 |
| ジェニー                 | サニー・ジョンソン         | 潘恵子     |
| リッチー                 | カイル・T・ヘフナー        | 中尾隆聖   |
| ジョニー・C              | リー・ヴィング             | 納谷六朗   |
| ティナ・テック           | シンシア・ローズ           | 高島雅羅   |
| ジェイク・モービー       | ロン・カラバトソス         | 富田耕生   |
| ケティ・ハーレイ         | ベリンダ・バウアー         | 横尾まり   |
| セシル                   | マルコム・ダネア           | 安西正弘   |
| フランク・ザボ           | フィル・ブランス           |            |
| ローズマリー・ザボ       | ミコール・マーキュリオ     |            |
| 秘書                     | ルーシー・リー・フリッピン | 鈴木れい子 |
| ピート                   | ドン・ブロケット           |            |
| ヒールズ                 | ダーガ・マクブルーム       |            |
| マーゴ                   | ステイシー・ピックレン     |            |
| サニー                   | リズ・セイガル             |            |

- 日本語吹替：初回放映 1986年12月19日「金曜ロードショー/あなたの胸を熱くするこの冬最高の贈り物 フラッシュダンス」※DVD収録（ノーカット）

## サウンドトラック
1. 「フラッシュダンス…ホワット・ア・フィーリング 」 - "Flashdance...What a Feeling"：アイリーン・キャラ（Irene Cara）
2. 「ヒー・イズ・ア・ドリーム」 - "He's a Dream"：シャンディ（Shandi）
3. 「フラッシュダンス/愛のテーマ」 - "Love Theme from "Flashdance"：ヘレン・セント・ジョン（Helen St.John）
4. 「マンハント」 - "Manhunt"：カレン・カモン（Karen Kamon）
5. 「レディ、レディ、レディ」 - "Lady, Lady, Lady"：ジョー・エスポジト（Joe Esposito）
6. 「イマジネイション」 - "Imagination"：ローラ・ブラニガン（Laura Branigan）
7. 「ロミオ」 - "Romeo"：ドナ・サマー（Donna Summer）
8. 「甘い誘惑」 - "Seduce Me Tonight"：サイクルV（Cycle V）
9. 「アイル・ビー・ヒア・ホエア・ザ・ハート・イズ」 - "I'll Be Here Where the Heart Is"：キム・カーンズ（Kim Carnes）
10. 「マニアック」 - "Maniac"：マイケル・センベロ（Michael Sembello）

## ダンス
- 黒人少年のブレイクダンスのバックには、ジミー・キャスター・バンチの1972年の曲が使用されている[8]。
- アレックスの踊りについては複数の吹き替えが使用されている。このことは当初は公表されていなかった。実際はバーでの踊りなどはマリーン・ジャハン（Marine Jahan）、オーディションは主としてクレイジー・レッグス（Crazy Legs、男性）、ダイブする部分はシャロン・シャピロ（Sharon Shapiro）である。女性ダンサーは翌年の「ストリート・オブ・フャイヤー」でストリッパー役で出演している。
- 風見しんごが、1984年の楽曲『涙のtake a chance』で、振付にブレイクダンスを導入したのは、本作の劇中、少年達が踊るシーンを見て思いついたと話している[9]。当時はまわりにブレイクダンスをやっている人が誰もいなかったため、ニューヨークでブレイクダンスを教わったという[9][10]。ブレイクダンスが広く日本で知られるようになったのは、風見がテレビで披露したことがきっかけとされる[10][11]。

## 作品の評価

### 映画批評家によるレビュー
Rotten Tomatoesによれば、48件の評論のうち高評価は35%にあたる17件で、平均点は10点満点中4.8点、批評家の一致した見解は「スタイルばかりで中身がほとんどない『フラッシュダンス』は、人目を引くダンスシーンを誇っており、ジェニファー・ビールスの魅力的な演技にも恵まれているが、ストーリーはぎこちなくぶざまである。」となっている。
Metacriticによれば、11件の評論のうち、高評価は2件、賛否混在は3件、低評価は6件で、平均点は100点満点中39点となっている。

### 受賞歴
| 賞                     | 部門                                     | 対象者 | 結果       |
| ---------------------- | ---------------------------------------- | --- | ---------- |
| アカデミー賞           | 編集賞                                   | バド・スミス、ウォルター・マルコネリー | ノミネート |
| アカデミー賞           | 歌曲賞                                   | 「フラッシュダンス…ホワット・ア・フィーリング」 作詞：キース・フォーシー、アイリーン・キャラ 作曲：ジョルジオ・モロダー 歌唱：アイリーン・キャラ | 受賞       |
| アカデミー賞           | 歌曲賞                                   | 「マニアック」 作詞・作曲：マイケル・センベロ、デニス・マトコスキー 歌唱：マイケル・センベロ                                                     | ノミネート |
| アカデミー賞           | 撮影賞                                   | ドン・ピーターマン | ノミネート |
| ゴールデングローブ賞   | 作品賞（ミュージカル・コメディ部門）     | | ノミネート |
| ゴールデングローブ賞   | 主演女優賞（ミュージカル・コメディ部門） | ジェニファー・ビールス | ノミネート |
| ゴールデングローブ賞   | 作曲賞                                   | ジョルジオ・モロダー | 受賞       |
| ゴールデングローブ賞   | 歌曲賞                                   | 「フラッシュダンス…ホワット・ア・フィーリング」 作詞：キース・フォーシー、アイリーン・キャラ 作曲：ジョルジオ・モロダー 歌唱：アイリーン・キャラ | 受賞       |
| ゴールデングローブ賞   | 歌曲賞                                   | 「マニアック」 作詞・作曲：マイケル・センベロ、デニス・マトコスキー 歌唱：マイケル・センベロ                                                     | ノミネート |
| 英国アカデミー賞       | 編集賞                                   | バド・スミス、ウォルター・マルコネリー | 受賞       |
| 英国アカデミー賞       | 作曲賞                                   | ジョルジオ・モロダー | ノミネート |
| 英国アカデミー賞       | 歌曲賞                                   | 「フラッシュダンス…ホワット・ア・フィーリング」 作詞：キース・フォーシー、アイリーン・キャラ 作曲：ジョルジオ・モロダー 歌唱：アイリーン・キャラ | ノミネート |
| 英国アカデミー賞       | 音響賞                                   | ジム・ウェッブ、バズ・ニュードソン、ロバート・グラス、ドン・ディジローラモ                                                                       | ノミネート |
| ゴールデンラズベリー賞 | 最低脚本賞                               | トム・ヘドリー、ジョー・エスターハス | ノミネート |
| ブルーリボン賞         | 外国作品賞                               | | 受賞       |

## 派生作品

### 続編
続編製作の話が浮上するが、いまだ製作されていない。ジェニファー・ビールスは続編出演を断り「金儲けや売名には興味がない。儲け話を断ったのだから私の事務所は慌てたわ」と語った。

### ミュージカル
2001年3月、ジョルジオ・モロダーによる新曲を交えたブロードウェイ・ミュージカルが発表されたが失敗に終わった。
2008年7月、イングランドのプリマスのロイヤル劇場でミュージカル版『フラッシュダンス』のプレミア公演が上演された。脚本はロバード・キャリーと映画版の脚本を担当したトム・ヘドリーの共著により、振付はアーリーン・フィリップスによって行なわれた。

### 『フラッシュダンス』とMTVの繋がり
映画『フラッシュダンス』では登場人物は歌わないためミュージカルではないが、楽曲が流れるシーンはまるでミュージック・ビデオのようである。1981年に当時音楽チャンネルの先駆者的存在であったMTVがケーブルテレビ・チャンネルで放送開始されたことが映画の成功の一因となったとされる。MTVで映画の一部がミュージック・ビデオとして放送されたことがプロモーションとなり、MTVは映画界にとって重要なツールの1つとなった。
1980年代半ば、多くの映画のプロモーションとして、ミュージック・ビデオが発表されることが通例となっていった。例えば『フラッシュダンス』のプロデューサーであるドン・シンプソンとジェリー・ブラッカイマーによる1986年の映画『トップガン』の挿入歌『愛は吐息のように』など。	『フラッシュダンス』でいくつかの曲を作曲したジョルジオ・モロダーは『愛は吐息のように』も作曲した。

### 『インターンシップ』での引用
2013年の映画『インターンシップ』で主人公が『フラッシュダンス』について語るシーンが何度かある。クライマックスではアイリーン・キャラの『What a feeling』に乗って主要キャラクターが踊る。

## 訴訟

### 映画製作者への訴訟
『フラッシュダンス』は昼は建設作業員で溶接工、夜はトロントのストリップ・クラブのダンサーであったモーリーン・マーダーの実際の人生から着想を得て製作された。映画の中のアレックス・オウエンのように彼女は高名なダンス養成所に入所することを熱望していた。トム・ヘドリーは『フラッシュダンス』の大筋を書き、1982年12月6日、マーダーは自身の人生を映画化する権利をパラマウント映画と2300ドル一括払いで契約した。映画『フラッシュダンス』は世界中で1億5千万ドルの総収益を挙げたと見積もられている。2006年6月、サンフランシスコの連邦第9巡回控訴裁判所は、1982年に彼女が公開文書に契約した時に映画化権利は製作者に移り、彼女はこの映画化権利を放棄した下級裁判所の裁定を認めた。裁判官は「後になってみると、1億5千万ドルの総収益を挙げた映画に対し、映画に関わる全ての権利を2300ドルで売却したこの契約はマーダーにとって不公平な契約ではあったが、彼女の承認が詐欺、不当表示、強要、不当威圧により得られた証拠は見当たらない」とした。裁判官は彼女が契約した際には彼女の弁護士も同席していたことにも言及した。

### ジェニファー・ロペスおよびミュージック・ビデオ製作者への訴訟
2003年、映画で使用された振付をデビッド・ラシャペル監督のジェニファー・ロペスの『I'm Glad 』のミュージック・ビデオで使用されたとして、マーダーはロペス、ミュージック・ビデオを製作したソニー、これを誘発したパラマウントを訴えた。ロペスはこのビデオは『フラッシュダンス』へのトリビュートだと主張したが、2003年5月、ソニーは振付や映画の一部を使用したライセンス料を支払うことに同意した。